# Dronning Margrethes og Prins Henriks Fond
Dronning Margrethes og Prins Henriks Fond, også kaldet Bryllupsfonden, er en dansk fond, der støtter kulturelle, videnskabelige og sociale formål. Den blev stiftet i 1967 i anledning af den daværende tronfølger Margrethes bryllup med Prins Henrik. Formuen, som fonden uddeler midler fra, stammer fra salg af erindringsmønter og dronningens kunstneriske virksomhed. Der gives hvert år omkring 2,5-3 mio. kr til forskellige formål.
Fra 1995 har fonden optaget Fonden til Fædrelandets Vel, der stiftedes ved en landsindsamling ved befrielsen i 1945 og har finansieret rytterstatuen af Christian 10. på Sankt Annæ Plads i København (Einar Utzon-Frank, 1941-54) samt bidraget væsentligt til finansieringen af Idrætshøjskolen i Sønderborg og kirken i Klaksvig på Færøerne.
Blandt de personer, som har siddet i bestyrelsen er kunsthistorikeren Erik Fischer og den tidligere rektor på Københavns Universitet Linda Nielsen.
I 1972 stiftede fonden Amalienborg-prisen, der skal støtte støtte udgivelse af betydningsfulde danske, ikke skønlitterært værk, der oversættes til andet sprog.
Fonden styrer også Cayx-Legatet, der gives til studerende og kandidater med relation til Frankrig.
I tidens løb har fonden støttet en lang række enkeltpersoner, museer, velgørende organisation og andre projekter. Disse tæller bl.a. Lin Utzon, Marianne Grøndahl, Erik Øckenholt, Ole A. Hedegaard, Cisternerne, Middelaldercentret, Ordrupgaard, RemisenBrande, Ribe Kunstmuseum, Statens Museum for Kunst, Vikingeskibsmuseet, Randers Egnsteater,Tønder Museum, Vikingeborgen Trelleborg, Trap Danmark, Børnecancerfonden og Børns Vilkår.